# 현대첨단소재
현대첨단소재는 엔지니어링 플라스틱(EP)소재를 생산하는 기업으로 2016년 12월 현대자동차그룹으로 편입되었다.

## 연혁
- 2000.03 이폴리머 설립
- 2011.07 (주)만도와 한라I&C에 인수 합병
- 2011.08 만도신소재 주식회사로 사명 변경
- 2016.12 현대머티리얼에 인수 합병
- 2016.12 현대자동차그룹에 편입
- 2016.12 현대첨단소재로 사명 변경

## 사업장
- 화성공장 : 경기도 화성시 양감면 은행나무로 62번길 35-2